# Kenichi Imaizumi
Kenichi Imaizumi (今泉健一?, Imaizumi Kenichi; 13 marzo 1934 – 23 dicembre 2018) è stato un cestista giapponese.

## Carriera
Con il Giappone ha partecipato alle Olimpiadi del 1956 e a quelle del 1960, disputando complessivamente 14 partite.